# Mitra nigra
Mitra nigra é uma espécie de molusco pertencente à família Mitridae.
A autoridade científica da espécie é Gmelin, tendo sido descrita no ano de 1791.
Trata-se de uma espécie presente no território português, incluindo a zona económica exclusiva.